# Mirage – The Remixes
Mirage – The Remixes, es el álbum de remixes del álbum Mirage del DJ y productor holandés Armin van Buuren. Fue lanzado el 17 de junio de 2011. 

## Listado de temas

### Compilaciones en CD
| Disco 1 |                              |                     |                                    |          |  |
| N.º     | Título                       | Letras              | Remix                              | Duración |  |
| 1.      | «Drowning»                   | Laura V             | Avicii                             | 7:52     |  |
| 2.      | «Feels So Good»              | Nadia Ali           | Tristan Garner                     | 6:11     |  |
| 3.      | «Youtopia»                   | Adam Young          | Blake Jarrell                      | 6:09     |  |
| 4.      | «Minack (vs. Ferry Corsten)» |                     | Ørjan Nilsen SuperChunk            | 6:50     |  |
| 5.      | «Not Giving Up on Love»      | Sophie Ellis-Bextor | Dash Berlin 4AM Mix                | 7:07     |  |
| 6.      | «Take A Moment»              | Winter Kills        | Shogun                             | 7:26     |  |
| 7.      | «Orbion»                     |                     | Max Graham vs. Protoculture        | 7:54     |  |
| 8.      | «These Silent Hearts»        | BT                  | Ralphie B                          | 9:28     |  |
| 9.      | «Full Focus»                 |                     | Christian Schweizer, y Ummet Ozcan | 7:04     |  |
| 10.     | «Virtual Friend»             | Sophie              | BT                                 | 9:19     |  |
| 11.     | «This Light Between Us»      | Christian Burns     | Versión orquestal                  | 4:02     |  |
| 79:22   |                              |                     |                                    |          |  |

| Disco 2 |                                     |                 |                                  |          |  |
| N.º     | Título                              | Letras          | Remix                            | Duración |  |
| 1.      | «Virtual Friend»                    | Sophie          | 16 Bit Lolitas                   | 8:18     |  |
| 2.      | «Down To Love»                      | Ana Criado      | Kyau & Albert                    | 7:34     |  |
| 3.      | «Mirage»                            |                 | Alexander Popov                  | 7:24     |  |
| 4.      | «This Light Between Us»             | Christian Burns | Armin Van Buuren's Great Strings | 7:22     |  |
| 5.      | «I Don't Own You»                   | Carrie Skipper  | Andy Moor                        | 8:53     |  |
| 6.      | «Take a Moment»                     | Winter Kills    | Alex M.O.R.P.H.                  | 7:34     |  |
| 7.      | «I Surrender»                       | Cathy Burton    | Sebastian Brandt                 | 7:49     |  |
| 8.      | «Take Me Where I Wanna Go»          | VanVelzen       | Giuseppe Ottaviani               | 7:48     |  |
| 9.      | «Coming Home»                       |                 | Arctic Moon                      | 8:36     |  |
| 10.     | «Neon Hero (Previously Unreleased)» | Christian Burns |                                  | 8:22     |  |
| 76:04   |                                     |                 |                                  |          |  |

### Edición bonus
| Extras |                              |                 |                             |          |  |
| N.º    | Título                       | Letras          | Remix                       | Duración |  |
| 1.     | «Orbion»                     |                 | Eco                         | 7:29     |  |
| 2.     | «Youtopia»                   | Adam Young      | Tocadisco                   | 6:19     |  |
| 3.     | «Youtopia»                   | Adam Young      | ReLocate                    | 8:19     |  |
| 4.     | «These Light Between Us»     | Christian Burns | Dabruck & Klein             | 7:03     |  |
| 5.     | «Take Me Where I Wanna Go»   | VanVelzen       | Giuseppe Ottaviani          | 7:01     |  |
| 6.     | «I Don't Own You»            |                 | The Thrillseekers           | 6:44     |  |
| 7.     | «These Silent Hearts»        | BT              | W&W                         | 6:32     |  |
| 8.     | «Love Too Hard»              | Jesse Morgan    | Roger Shah's Pumpin' Island | 7:17     |  |
| 9.     | «Minack (vs. Ferry Corsten)» |                 | Mark Sixma                  | 8:36     |  |
| 65:20  |                              |                 |                             |          |  |